# Oecetis crosslandi
Oecetis crosslandi là một loài Trichoptera trong họ Leptoceridae. Chúng phân bố ở miền Australasia.